# Лу Юн
Лу Юн (кит. упр. 陆永, пиньинь Lù Yǒng, род. 1 января 1986) — китайский тяжелоатлет, олимпийский чемпион игр 2008 года, чемпион мира 2009 года.